# Ernst Degner
Ernst Degner, nascido como Ernst Eugen Wotzlawek (Gleiwitz, 22 de setembro de 1931 –– Arona, 10 de setembro de 1983), foi um motociclista alemão campeão do mundo e vencedor do TT da Ilha de Man.

## Carreira
Assim como grandes pilotos da história dos mundiais, como Ángel Nieto e Stefan Dörflinger, Degner se especializou nas categorias de baixa cilindrada. Apesar disso, conquistou apenas um título nos mundiais: a primeira edição das 50cc, em 1962. Antes disso, havia sido vice-campeão das 125cc em 1961 e terceiro colocado em 1960, quando corria defendendo a Alemanha Oriental –– sua família havia se mudado de sua sua cidade natal, Gleiwitz, para Luckau por conta do avanço do Exército Vermelho no final da Segunda Guerra Mundial, onde se estabeleceram, embora a região tenha ficado sob domínio soviético após a guerra ––; e novamente terceiro em 1962, com as 50cc.
A conquista de Degner em 1962 se tornou histórica não apenas para ele, mas também para a Suzuki, que vencia seu primeiro título em mundiais de velocidade, bem como para as moto de dois tempos, a qual também fora a primeira conquista de uma moto com este tipo de motor –– a dominância criada pelas motos dois tempos a partir de então chegou ao ápice entre 1975 e 2001, quando as regras das competições mudaram, onde nenhuma moto que não fosse dois tempos venceu alguma categoria do campeonato ––. A moto dois tempos da Suzuki possuía oito cv e conseguia chegar a 90 mph. O projeto da moto fora desenvolvido pelo alemão-oriental Walter Kaaden, que trabalhava na MZ, equipe de Degner até 1961.
A Suzuki teve acesso ao projeto de Kaaden –– que trabalhou na fábrica de Peenemünde desenvolvendo as chamadas Armas-V durante o regime nazista na Alemanha, chegando a receber um convite de Werner von Braun para trabalhar na NASA após a guerra, mas declinando, quando passou a construir motos de baixa cilindrada ––, após pagar uma soma significativa para Degner desertar da Alemanha Oriental e se mudar para o Japão juntamente com os projetos de Kaaden, que foram utilizados para dar início às motos japonesas. Kaaden acabou sendo interrogado pela Stasi, que o considerou cúmplice, com sua carreira sendo seriamente afetada, dada as políticas comunistas.
Degner desertou da Alemanha Oriental por conta do estilo de vida imposto pelo regime comunista, com Degner constantemente vendo os pilotos de outros países aparecendo com itens de luxos nas corridas por conta dos elevados ganhos que conseguiam vencendo corridas, o que não era possível para Degner dentro do regime comunista –– ele recebia o mesmo pagamento que qualquer outro funcionário da MZ ––. No entanto, após sua deserção, quando ele retornou à Europa em 1962 para a disputa do mundial de velocidade, ele contratou um guarda-costas para andar com ele por medo de que a Stasi tentasse matá-lo, como já havia ocorrido anteriormente com desertores.
O título de 1961 fora perdido em parte por conta de sua deserção: no fim de semana que ocorreu a corrida que lhe daria o título, no GP da Suécia, sua família estava sendo tirada da Alemanha Oriental dentro do porta-malas de um Lincoln. O regime comunista da Alemanha Oriental, que havia postado uma matéria de jornal pouco antes da corrida vangloriando as conquistas de Degner sobre as do 'decadente capitalismo', acusaram o próprio Degner de ser o responsável pela derrota, com ele sendo o responsável pela falha do motor da moto. Apesar do sucesso inicial, sua carreira foi seriamente comprometida após um acidente onde machucou sua perna durante o GP da Itália de 1965, seguido por outro onde bateu sua cabeça durante um treino para o GP do Japão de 1966. Para as dores que Degner passou a ter por conta do acidente nos treinos, os médicos deram a morfina para que ele tomasse quando sentisse dores. Na mesma época, seu casamento também havia terminado. Quando ele morreu, em 1983, aos 51 anos, houve diversos rumores que ele havia sido morto pela Stasi.

## Ligação externa
- Perfil no site da MotoGP